# Team Polti VisitMalta
Das Team Polti VisitMalta ist ein italienisches Radsportteam mit Sitz im spanischen Pinto.

## Organisation und Geschichte
Die Mannschaft wurde 2018 unter dem Namen Polartec-Kometa als spanisches UCI Continental Team lizenziert. Betreiber ist die Fundación Contador, eine vom zweimaligen Tour-de-France-Sieger Alberto Contador gegründete Stiftung zur Förderung des Radsports, Hauptsponsor der italienisch-ungarische Lebensmittelhersteller Kometa. Das Team wird durch Alberto Contador, seinen Bruder Francisco Contador und den zweifachen Giro-d’Italia-Sieger Ivan Basso geleitet. Bereits in der ersten Saison erzielte das Team neun Saisonerfolge, acht davon durch Matteo Moschetti. Fahrradausstatter ist die Firma Aurum Bikes, die ebenfalls Contador und Basso gehört.
Zur Saison 2021 erhielt Eolo-Kometa eine Lizenz als italienisches UCI ProTeam. Als zweiter Hauptsponsor wurde das Telekommunikationsunternehmen Eolo gewonnen. Neuer Sportlicher Leiter wurde der ehemalige Radrennfahrer Sean Yates. Bekanntester Neuzugang im 20-köpfigen Kader war Francesco Gavazzi. Von 2021 bis 2023 wurde das Team jeweils zum Giro d’Italia eingeladen. Die bisher wichtigsten Erfolge für das Team waren der Gewinn der 14. Etappe beim Giro 2021 durch Lorenzo Fortunato und der siebten Etappe beim Giro 2023 durch Davide Bais.
Zur Saison 2024 wurde Eolo als Titelsponsor durch den Dampfgerätehersteller Polti ersetzt, der bereits von 1994 bis 2000 mit dem Team Polti Hauptsponsor eines Radsportteams war. 2025 nahm das Team den maltesischen Meister Aidan Buttigieg unter Vertrag, nachdem dieser im Vorjahr bereits als Stagiaire eingesetzt war. In diesem Zusammenhang wurde die maltesische Tourismusbehörde VisitMalta neuer Co-Titelsponsor des Teams.

## Platzierungen in der UCI-Weltrangliste
| World Ranking | World Ranking | World Ranking               | World Ranking |
| Jahr          | Teamwertung   | Einzelwertung               |               |
| ------------- | ------------- | --------------------------- | ------------- |
| 2018          | —             | Matteo Moschetti (408. )    |               |
| 2019          | 98.           | Márton Dina (593. )         |               |
| 2020          | 76.           | Alessandro Fancellu (520. ) |               |
| 2021          | 36.           | Lorenzo Fortunato (160. )   |               |
| 2022          | 30.           | Vincenzo Albanese (125. )   |               |
| 2023          | 27.           | Vincenzo Albanese (125. )   |               |
| 2024          | 29.           | Davide Piganzoli (161. )    |               |
|               |               |                             |               |
| Quelle: UCI   |               |                             |               |

## Mannschaft 2025
| Teamkader 2025          | Teamkader 2025    | Teamkader 2025 | Teamkader 2025                             |
| Name                    | Geburtsdatum      | Land           | Vorheriges Team                            |
| ----------------------- | ----------------- | -------------- | ------------------------------------------ |
| Davide Bais             | 2. April 1998     | Italien        | Cycling Team Friuli ASD (2020)             |
| Mattia Bais             | 19. Oktober 1996  | Italien        | Drone Hopper-Androni Giocattoli (2022)     |
| Aidan Buttigieg         | 18. Juli 1997     | Malta          | St George Continental Cycling Team (2024)  |
| Ludovico Crescioli      | 20. Oktober 2003  | Italien        | Team Technipes #inEmiliaRomagna (2024)     |
| Davide De Cassan        | 4. Januar 2002    | Italien        | Cycling Team Friuli ASD (2023)             |
| Pablo García Frances    | 16. Januar 2001   | Spanien        | Polti Kometa U23 (2024)                    |
| Germán Darío Gómez      | 8. März 2001      | Kolumbien      | GW Shimano-Sidermec (2023)                 |
| Giovanni Lonardi        | 9. November 1996  | Italien        | Bardiani CSF Faizanè (2021)                |
| Mirco Maestri           | 26. Oktober 1991  | Italien        | Bardiani CSF Faizanè (2021)                |
| Alex Martin             | 25. Januar 2000   | Spanien        | Kometa U23 (2021)                          |
| Francisco Muñoz Llana   | 24. Juni 2001     | Spanien        | EOLO-Kometa U23 (2023)                     |
| Manuel Peñalver         | 10. Dezember 1998 | Spanien        | Burgos-BH (2023)                           |
| Andrea Pietrobon        | 11. März 1999     | Italien        | EOLO-Kometa U23 (2022)                     |
| Davide Piganzoli        | 8. Juli 2002      | Italien        | EOLO-Kometa U23 (2022)                     |
| Gabriele Raccagni       | 5. Februar 2003   | Italien        | Polti Kometa U23 (2024)                    |
| Javier Serrano          | 17. April 2001    | Spanien        | EOLO-Kometa U23 (2022)                     |
| Diego Sevilla           | 4. März 1996      | Spanien        | Polartec-Fundación Alberto Contador (2017) |
| Fernando Tercero        | 28. Dezember 2001 | Spanien        | EOLO-Kometa U23 (2022)                     |
| Alessandro Tonelli      | 29. Mai 1992      | Italien        | VF Group-Bardiani CSF-Faizanè (2024)       |
| Samuele Zoccarato       | 9. Januar 1998    | Italien        | VF Group-Bardiani CSF-Faizanè (2024)       |
|                         |                   |                |                                            |
| Quelle: ProCyclingStats |                   |                |                                            |